# محمدتقی غیاثی
محمّدتقی غیاثی (۱۳۱۱ – ۷ مرداد ۱۴۰۳) استاد دانشگاه، مترجم و نویسندهٔ ایرانی بود.

## زندگی
محمّدتقی غیاثی تحصیلات مقدماتی را در خمام و متوسطه را در شهر رشت و تحصیلات عالیه را در رشته زبان و ادبیات فرانسه در دانشسرای عالی تهران گذراند. او در سی سالگی با بورس تحصیلی وزارت فرهنگ به پاریس رفت و موفق به اخذ دکترای ادبیات فرانسه از دانشگاه سوربن پاریس شد. «تأثیر استاندال روی ژید» عنوان تز دکتری او بود. پس از مراجعت تا هنگام بازنشستگی با سمت استاد تمامی در دانشگاه تهران و چندین سال نیز در دورهٔ دکتری دانشگاه آزاد اسلامی واحد علوم و تحقیقات به تدریس زبان و ادبیات فرانسه اشتغال داشت. غیاثی سوای کتاب‌های کمک‌درسی که در خصوص آموزش زبان فرانسه منتشر کرده است، ترجمه‌هایی نیز از آثار ادبی نویسندگان فرانسه در کارنامهٔ خود دارد.

## آثار

### تألیف
- واژگ‍ان ن‍وآم‍وز: ش‍ام‍ل واژه، دس‍ت‍ور، ج‍م‍ل‍ه، م‍ت‍ن و ت‍م‍ری‍ن‌، ت‍ه‍ران: امیرکبیر‏‫، ۱۳۵۶. ‬‬
- روش نو در آموزش زبان فرانسه، ت‍ه‍ران: م‍رواری‍د‏‫‏، ۱۳۵۸. ‬‏‬
- دستور زبان فرانسه، ت‍ه‍ران: م‍رواری‍د‏‫، ۱۳۶۳. ‬
- کلید زبان فرانسه، ت‍ه‍ران: م‍رواری‍د، ۱۳۶۶.[۴]
- فرهنگ اصطلاحات و ت‍ع‍ب‍ی‍رات زب‍ان فرانسه، ت‍ه‍ران: م‍رواری‍د‏‫، ۱۳۶۸. ‬
- ف‍ره‍ن‍گ م‍ک‍ال‍م‍ه گ‍ف‍ت‍گ‍وه‍ای روزان‍ه زب‍ان ف‍ران‍س‍ه‌، ت‍ه‍ران: م‍رواری‍د، ۱۳۶۸.
- درآم‍دی ب‍ر س‍ب‍ک‌ش‍ن‍اس‍ی س‍اخ‍ت‍اری‌، ت‍ه‍ران: ش‍ع‍ل‍ه ان‍دی‍ش‍ه، ۱۳۶۸.
- واژه‌شناسی در زبان فرانسه، ت‍ه‍ران: م‍ؤس‍س‍ه ان‍ت‍ش‍ارات و چ‍اپ دان‍ش‍گ‍اه ت‍ه‍ران، ۱۳۷۰.
- فرهنگ زبان کوچه: فرانسه‌ـفارسی، ت‍ه‍ران: م‍ؤس‍س‍ه ن‍ش‍ر ک‍ل‍م‍ه، ۱۳۷۱.
- زبان فرانسه گام‌به‌گام، ‏‫ت‍ه‍ران‌‬‬‏‫: م‍رواری‍د‬‬‏‫، ۱۳۷۴. ‬‬‬‬‬
- ت‍أوی‍ل ب‍وف ک‍ور: ق‍ص‍هٔ زن‍دگ‍ی، ت‍ه‍ران: ن‍ی‍ل‍وف‍ر‏‫، ۱۳۷۷. ‬
- ف‍ره‍ن‍گ دان‍ش‍ج‍و: ف‍ران‍س‍ه‌ـف‍ارس‍ی‌، ت‍ه‍ران: م‍ؤس‍س‍ه ن‍ش‍ر ک‍ل‍م‍ه: آم‍اج، ۱۳۷۸.
- س‍اخ‍ت‍م‍ان ج‍م‍ل‍ه در زب‍ان ف‍ران‍س‍ه: ن‍ق‍ش واژه، س‍ازه، س‍اخ‍ت‍ار، ت‍ه‍ران: م‍رواری‍د‏‫، ۱۳۸۱. ‬
- ن‍ق‍د روان‌ش‍ن‍اخ‍ت‍ی م‍ت‍ن ادب‍ی‌، ت‍ه‍ران: ن‍گ‍اه، ۱۳۸۲.
- تأویل ملکوت: قصهٔ اجتماعی‌ـسیاسی، تهران: نیلوفر‏‫، ۱۳۸۶. ‬
- معراج شقایق: تحلیل ساختاری شعر سهراب سپهری، تهران: مروارید‏‫، ۱۳۸۷. ‬

### ترجمه
- ف‍ل‍س‍ف‍هٔ پ‍وچ‍ی‌، آل‍ب‍ر ک‍ام‍و، ت‍ه‍ران: پیام‏، ۱۳۴۹. ‬
- ن‍ام‍ه‌ه‍ای راه‍ب‍هٔ پ‍رت‍ق‍ال‍ی‌، گ‍ی راگ، ت‍ه‍ران: پیام، ۱۳۵۰.
- دختر دم‌بخت: سه نمایشنامه و پنج مقاله، اوژن ی‍ون‍س‍ک‍و، گزیده و ترجمهٔ مترجم، تهران: کتاب نمونه، ۱۳۵۱.
- ت‍ج‍رب‍هٔ ن‍م‍ای‍ش: چ‍ن‍د رس‍ال‍ه‌، اوژن ی‍ون‍س‍ک‍و، تهران: رز، ۱۳۵۱.
- ن‍ق‍د ت‍ف‍س‍ی‍ری، رولان ب‍ارت‌، تهران: بزرگمهر، ۱۳۵۲.
- آوازخ‍وان طاس (ض‍د ت‍ات‍ر)، اوژن ی‍ون‍س‍ک‍و، ت‍ه‍ران: پیام‏، ۱۳۵۲؛ تجدیدچاپ (ویراست دوم)، تهران: فرهنگ جاوید، ‏‫۱۳۹۵.
- ت‍ف‍س‍ی‍ری ب‍ر ب‍ی‍گ‍ان‍ه ک‍ام‍و، پ‍ی‍ر ل‍وئ‍ی ری، ت‍ه‍ران: ام‍ی‍رک‍ب‍ی‍ر‏‫، ۱۳۵۵. ‬
- ت‍ف‍س‍ی‍ری ب‍ر س‍رخ و س‍ی‍اه س‍ت‍ن‍دال‌، ک‍ری‍س‍ت‍ی‍ن ک‍ل‍ن و پ‍ل ل‍ی‍دس‍ک‍ی، ت‍ه‍ران: ام‍ی‍رک‍ب‍ی‍ر‏‫، ۱۳۵۵. ‬
- تفسیری بر غثیان سارتر، تهران: امیر کبیر‏‫، ۱۳۵۵. ‬
- ای آزادی (چ‍ه‍ل‌ودو ق‍طع‍ه‍. ش‍ع‍ر)، پل الوآر، ت‍ه‍ران: مروارید‏‫‏، ۱۳۵۷.
- عیش، آلبر کامو، تهران: پیام‏‫، ۱۳۵۷. ‬
- زم‍ی‍ن، ام‍ی‍ل زولا، ت‍ه‍ران: نیلوفر‏، ۱۳۶۱. ‬
- دارایی خانواده روگن: خاستگاه‌ها، امیل زولا، ت‍ه‍ران: نیلوفر‏، ۱۳۶۱.
- س‍ه‍م س‍گ‍ان ش‍ک‍اری‌، ام‍ی‍ل زولا، ت‍ه‍ران: ن‍ی‍ل‍وف‍ر، ۱۳۶۲.
- خ‍دای‍ان ت‍ش‍ن‍ه‌ان‍د، آن‍ات‍ول ف‍ران‍س‌، تهران: س‍رو‏‫‬، ۱۳۶۳؛ تجدیدچاپ (ویراست دوم)، تهران: فرهنگ جاوید، ‏‫۱۳۹۴.
- م‍ارس‍ل پ‍روس‍ت در آئ‍ی‍ن‍ه آث‍ارش‌، ک‍ل‍ود م‍وری‍اک، ت‍ه‍ران: ب‍زرگ‍م‍ه‍ر، ۱۳۶۸.
- ش‍ک‍ار، م‍وری‍س ژن‍ووآ، ت‍ه‍ران: ن‍ی‍ل‍وف‍ر، ۱۳۶۹.
- ن‍ق‍د ت‍ک‍وی‍ن‍ی، ل‍وس‍ی‍ن گ‍ل‍دم‍ن‌، ت‍ه‍ران: ب‍زرگ‍م‍ه‍ر، ۱۳۶۹.
- ق‍ص‍ه ن‍و، ان‍س‍ان طراز ن‍و، آل‍ن رب‌گ‍ری‌ی‍ه‌، ت‍ه‍ران: ام‍ی‍رک‍ب‍ی‍ر، ۱۳۷۰.
- ال‍ف‍ب‍ای زب‍ان‌ش‍ن‍اس‍ی، دوم‍ی‍ن‍ی‍ک م‍ن‍گ‍ن‍و، ت‍ه‍ران: ج‍ام‍ی، ۱۳۷۸.
- ه‍ف‍ت‍هٔ م‍ق‍دس، ل‍وئی آراگ‍ون‌، ت‍ه‍ران: ن‍اه‍ی‍د‏‫، ۱۳۸۲. ‬
- روان درم‍ان‍ی ک‍ودک‍ان‌، م‍ارس‍ل روف‍و، ت‍ه‍ران: ق‍طره، ۱۳۸۳.
- ش‍ع‍ر ف‍ران‍س‍ه در س‍ده ب‍ی‍س‍ت‍م: ب‍ی‍ش از ص‍د ق‍طع‍ه‍. ش‍ع‍ر از ۳۰ ش‍اع‍ر، گزیده و ت‍رج‍م‍ه و ت‍وض‍ی‍ح مترجم، ت‍ه‍ران: ناهید، ۱۳۸۴. ‬